# Gypsophila elegans
Espèce
Synonymes
- Gypsophila carminea auct.[1]
- Gypsophila elegans var. elegans[1]
- Gypsophila producta Stapf[1]

Gypsophila elegans est une espèce de plantes herbacées ornementales de la famille des Caryophyllaceae.

## Liste des variétés
Selon Tropicos (16 janvier 2018) (Attention liste brute contenant possiblement des synonymes) :
- variété Gypsophila elegans var. alba
- variété Gypsophila elegans var. elegans
- variété Gypsophila elegans var. latipetala Barkoudah